# Route des Gaules

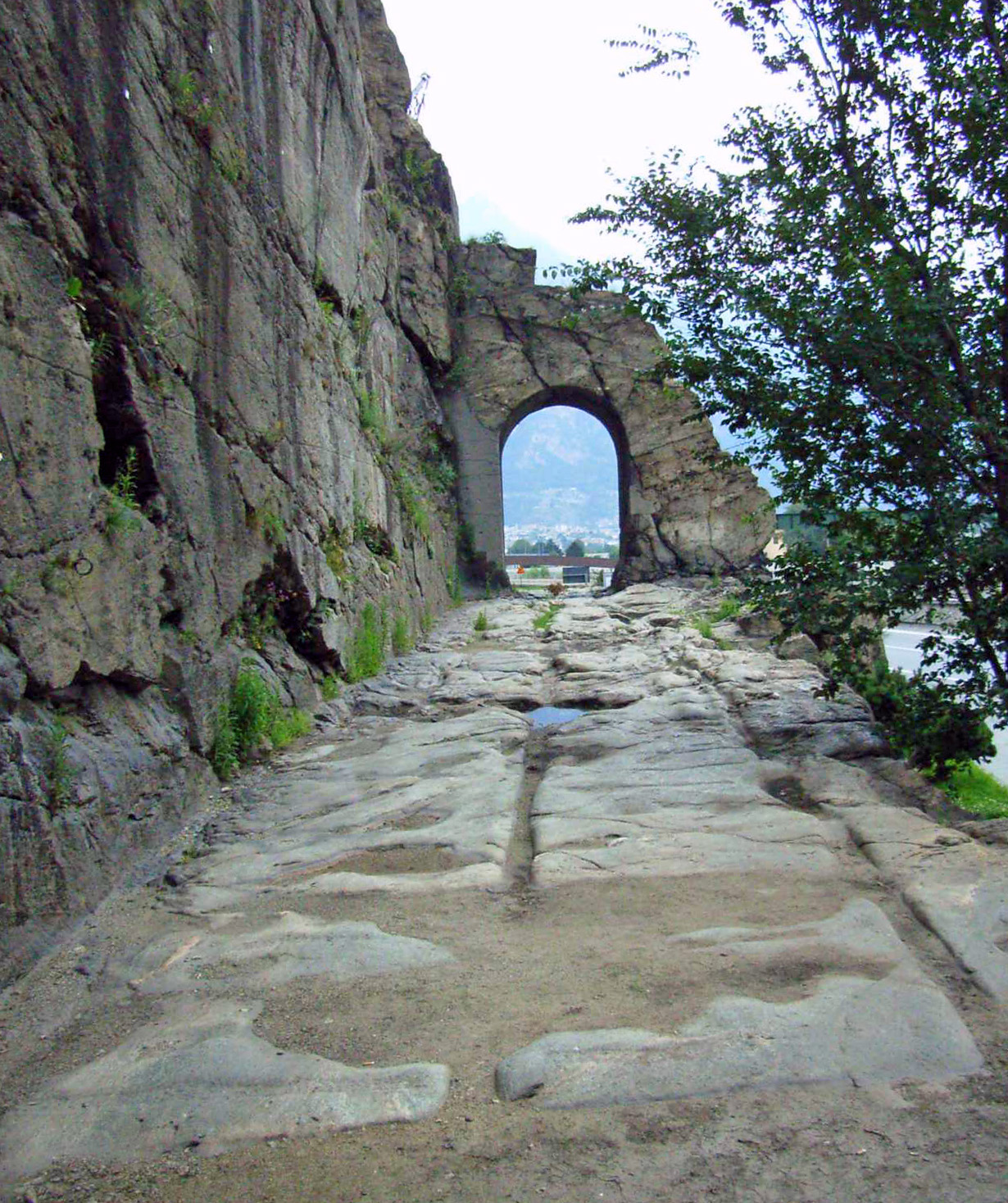
L'arc de Donnas.

La Route des Gaules, également la voie des Gaules, est une voie romaine reliant la Gaule cisalpine à la Gaule transalpine à travers la Vallée d'Aoste.

## Histoire
Les Romains ont construit cette voie publique selon la volonté de l'empereur Auguste, afin de favoriser l'expansion militaire et politique au-delà des Alpes, qui a abouti à la conquête romaine de la Rhétie et de l'arc alpin.

« L'on rencontre encore de nos jours par ci par là cinq ou six tronçons de cette ancienne route assez visibles, tracée en partie sur le roc et en partie sur le pavé et de la largeur en général de deux mètres et trente centimètres.
(Pierre-Louis Vescoz, Vestiges d'une route antique, dite des Salasses, 1883.) »

## Tracé
Le point de départ se situe à Milan (Mediolanum). La voie passait ensuite par Ivrée (Augusta Eporedia) et se bifurquait à Augusta Prætoria Salassorum (Aoste), vers l'Alpis Graia et Lugdunum, et l'Alpis Pœnina et Octodurus.
Le tracé de la via Francigena suit le même parcours, ainsi que celui des routes nationales RN26 et RN27 en Vallée d'Aoste. Le Leiðarvísir suit la variante du Nord.

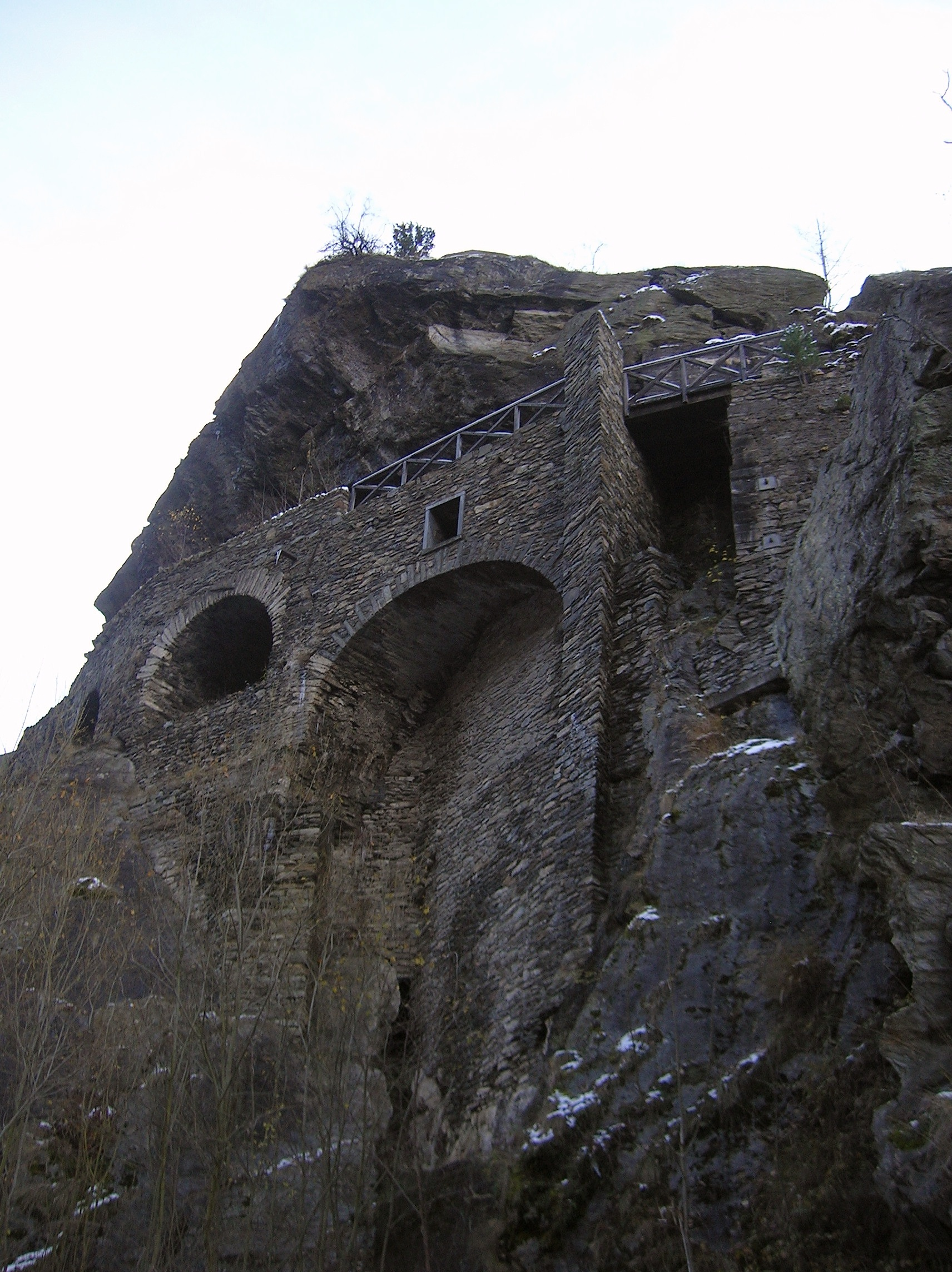
La route surplombant la gorge de Pierre-Taillée, entre Avise (lat. Avisio) et La Salle (lat. Sala Duria).

Après Mediolanum (Milan), la route rejoignait Eporedia (Ivrée) et Augusta Prætoria Salassorum (Aoste) en passant par : Ad Quartum (Quarto Cagnino), Ad Quintum (Quinto Romano), Ad Septimum (Settimo Milanese), Barasium (Bareggio), Curiapicta (Corbetta), Maxentia (Magenta), Tricastium (Trecate), Novaria (Novare), Vicus Longus (Vicolungo), Grecum (Greggio), Cerrodunum (Cerrione), Palatium (Palaz-en-Canavais), Bolenicum (Bollengo), Augusta Eporedia (Ivrée), Quatiolum (Coassol), Mons Altus Eporediensium (Montaut-sur-Doire), Burgus Francus Eporediensis (Bourgfranc d'Ivrée), Septingesimum (Settimo Vittone), Quingesimum (Quisnet), Quadragesimum (Carême), Pons Heliæ (Pont-Saint-Martin), Donasium (Donnas), Alnus (Hône), Castrum Bardum (Bard), Arnadium (Arnad), Ixonia (Issogne), Vitricum (Verrès), Cillianum (Cillian), Castelium Augustensium Prætorianorum (Châtillon), Cambavia (Chambave), Ad Fines Augustensium (Fénis), Nucetum (Nus) et Quartum (Quart).

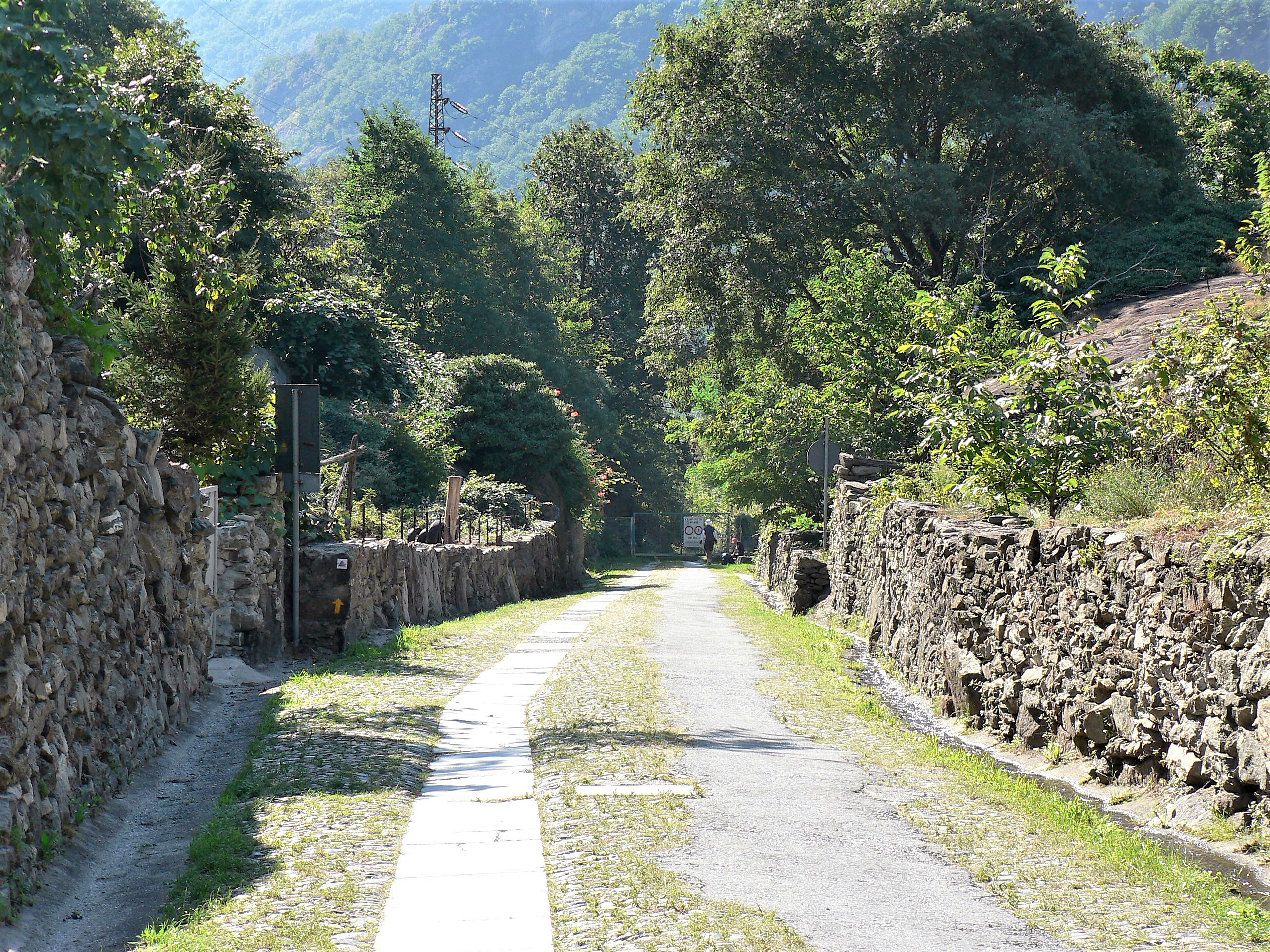
La via Francigena à Bard, sur le tracé du Tor des Géants.

À Augusta Prætoria, la route se bifurquait :
- d'un côté, vers le Valdigne, le col du Petit-Saint-Bernard et Lyon, en passant par Fundus Gratianus (Gressan), Fundus Joventianus (Jovençan), Sarra (Sarre), Aimivilla (Aymavilles), Arvarium (Arvier), Avisio (Avise), Sala Duria (La Salle), Moriacium (Morgex), Aræbrigium (Pré-Saint-Didier), Tuillia Salassorum (La Thuile), Sextum Segetium (Séez), Capellæ Centronum (Les Chapelles), Bellantrum (Bellentre), Axima (Aime), Munsterium (Moûtiers), Aquæ Albæ (Aigueblanche), Liscaria (La Léchère), Fessona Brigantiorum (Feissons-sur-Isère), Cevis (Cevins), Bastita (La Bâthie), Turres (Tours-en-Savoie), Oblimum (Albertville), Hillium (Gilly-sur-Isère), Camusellum (Chamousset), Castrum Novum Allobrogum (Châteauneuf), Capanna ad Melianum Montem (La Chavanne), Riparia (La Ravoire), Camberiacum (Chambéry), Nanciæ (Nances), Dulinum (Dullin), Verale Bellomontium (Verel-de-Montbel), Bellus Mons ad Tramonæcum (Belmont-Tramonet) et Romagnieu ;
- de l'autre côté, vers le Valpelline et le col du Grand-Saint-Bernard, Octodurus (Martigny), Vibiscum (Vevey), Aventicum (Avenches), Augusta Raurica (Augst) et vers les garnisons du Rhin.

### Toponymie
De nombreux toponymes actuels remontent à la distance en milles romains le long de la route des Gaules : Quart (ad quartum lapidem, soit à quatre milles d'Aoste), Chétoz (ad sextum lapidem, à six milles), Nus (ad nonum lapidem, à neuf milles), Diémoz (ad decimum lapidem, à dix milles), Carême (ad quadragesimum lapidem, à quarante milles) et Quisnet (ad quingesimum lapidem, à cinquante milles).

## Galerie d'images

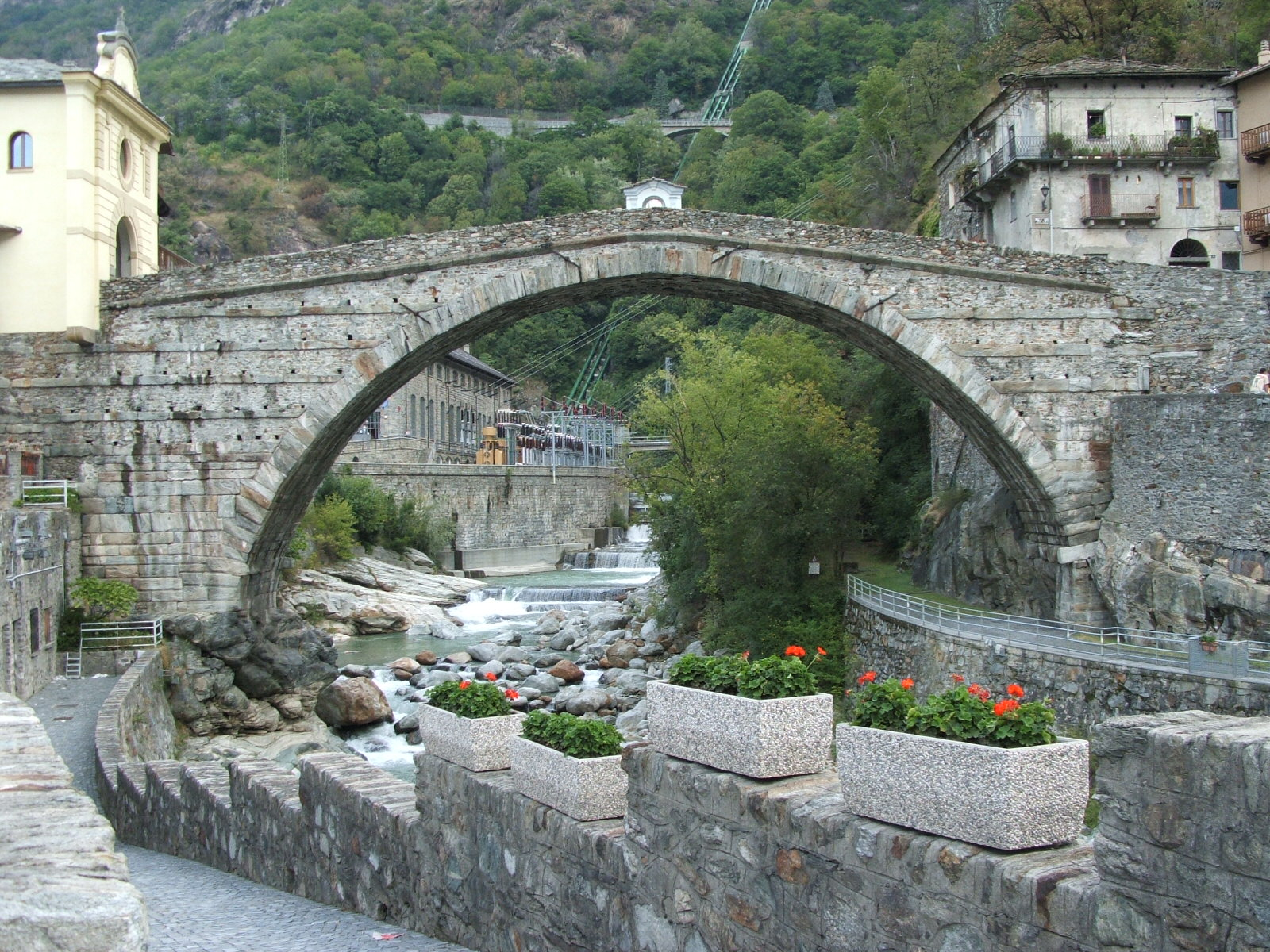
Le pont Saint-Martin.
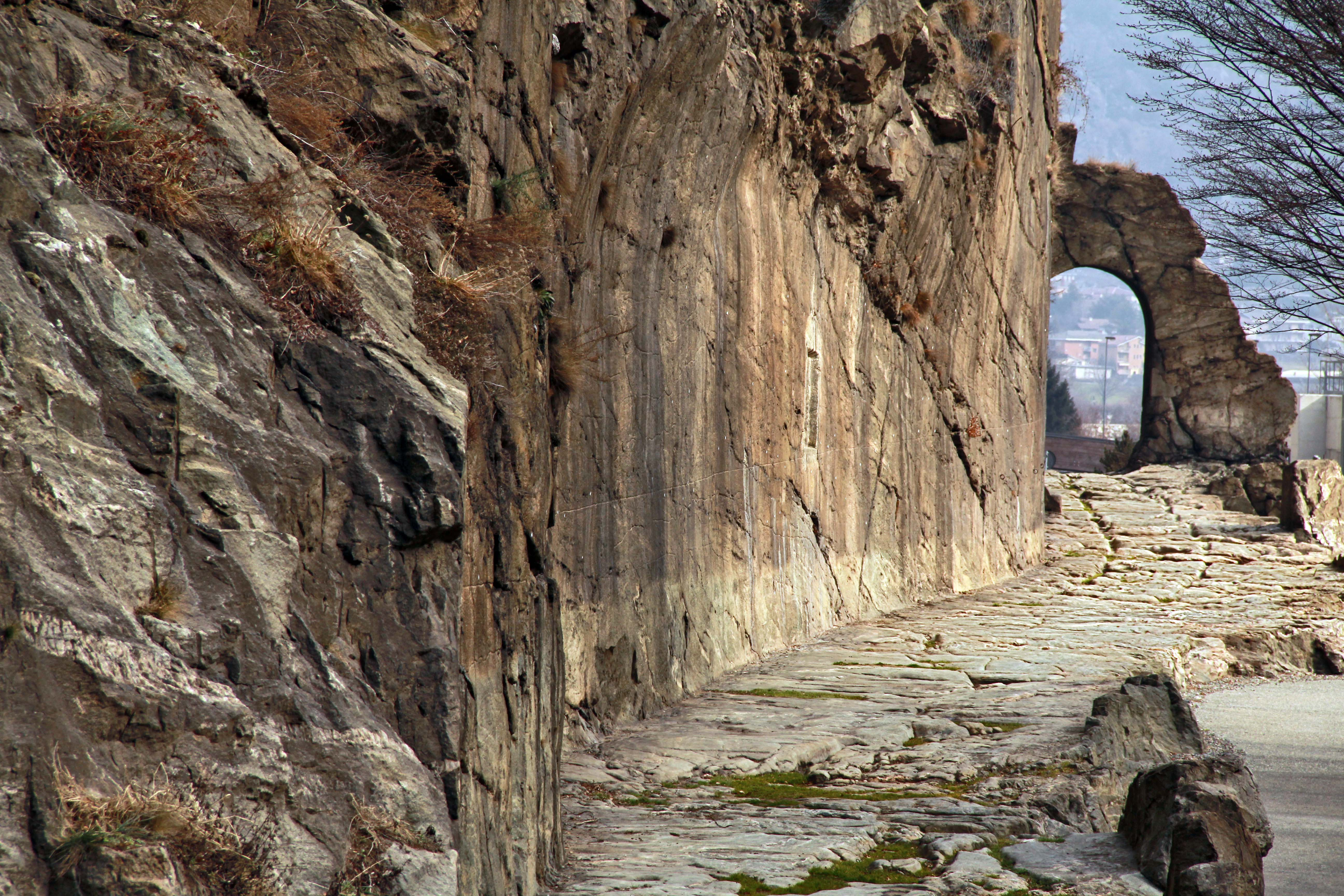
Trait de la route consulaire des Gaules à Donnas.
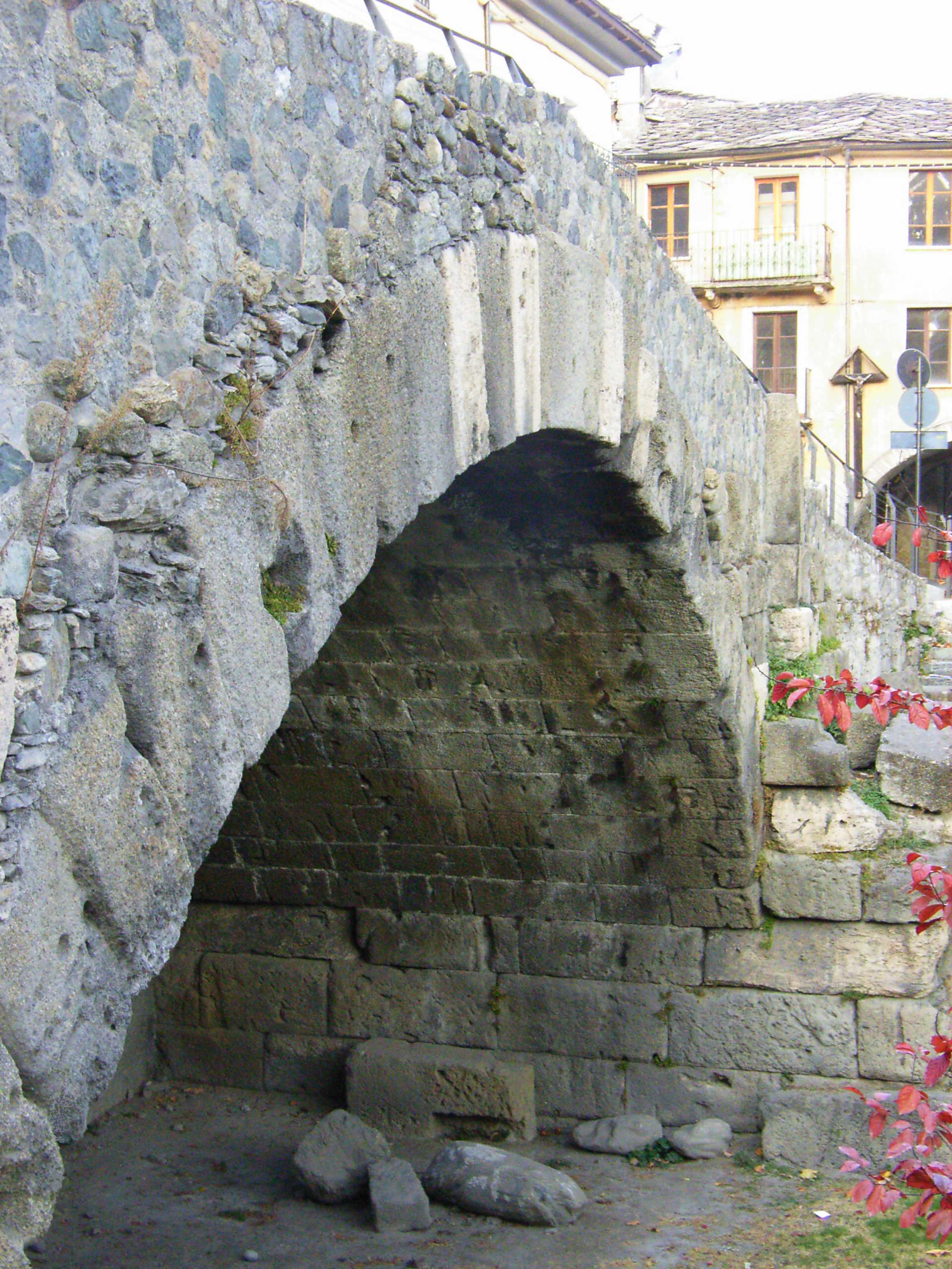
Le pont de pierre d'Aoste, autrefois enjambant le Buthier.